# Wolfgang Jünger
Pour les articles homonymes, voir Jünger.
Wolfgang Jünger (vers 1517, à Sayda en Saxe – 4 mars 1564, Großschirma) a été Thomaskantor de 1536 à 1539, prenant la suite de Johannes Hermann. Son dernier poste a été celui de pasteur à Großschirma.

## Source de la traduction
- (en) Cet article est partiellement ou en totalité issu de l’article de Wikipédia en anglais intitulé « Wolfgang Jünger » (voir la liste des auteurs).